# Struve (månkrater)
Struve är en nedslagskrater på månen. Struve har fått sitt namn efter tre generationer von Struve, Friedrich Georg Wilhelm von Struve, Otto Wilhelm von Struve och Otto von Struve.
Kratern har en diameter på ungefär 164 km.

## Satellitkratrar
| Struve | Latitud | Longitud | Diameter |
| ------ | ------- | -------- | -------- |
| B      | 19.0° N | 77.0° V  | 14 km    |
| C      | 22.9° N | 75.3° V  | 11 km    |
| D      | 25.3° N | 73.6° V  | 10 km    |
| F      | 22.5° N | 73.6° V  | 9 km     |
| G      | 23.9° N | 73.9° V  | 14 km    |
| H      | 25.2° N | 83.3° V  | 21 km    |
| K      | 23.5° N | 73.0° V  | 6 km     |
| L      | 20.7° N | 76.0° V  | 15 km    |
| M      | 23.3° N | 76.2° V  | 15 km    |